# Телефункен
„Телефункен“ (на немски: Telefunken) е германска компания, занимаваща се с производство на различни видове приемо-предавателна и комуникационна апаратура. Седалището ѝ е в град Берлин.
Към 1900 г. в Германия съществуват 2 основни научноизследователски групи, занимаващи се с радиоелектроника – едната е на AEG под ръководството на Георг Граф фон Арко и Адолф Слаби, разработваща радиооборудване за германския имперски флот, а другата е на Сименс, която разработва подобно оборудване за сухопътните войски. След породили се спорове около патенти, кайзер Вилхелм II издава указ, с който двете групи от изследователи основават съвместното дружество Gesellschaft für drahtlose Telegraphie System Telefunken. На 27 април 1923 компанията възприема просто името Телефункен. Оттогава започва и производството на радиоприемници и предаватели.
През 1928 компанията създава V-41, първият Hi-Fi усилвател в света. По време на Втората световна война Телефункен доставя вакуумни лампи, предавателни инсталации и радарни установки (тип „Вюрцбург“ и др.) за Вермахта. Приблизително в тези години компанията разработва и радиопредавателната система тип FM. Днес Телефункен произвежда радиоапарати и пълна гама приемо-предавателна техника, звукова разпознавателна техника, радари, полупроводници, слънчеви панели, както и вакуумни лампи и грамофонни плочи за колекционери и поддръжка на грамофони и радиоапарати с лампи.